# We Are Scientists
We Are Scientists est un groupe de rock indépendant américain, originaire de San Diego, en Californie. Il est formé en 2000 et basé actuellement à Brooklyn (quartier de New York). Après plusieurs EP auto-produits, ils sortent fin 2005 leur premier album chez une major, Virgin Records. Le groupe est composé de Keith Murray (guitare et chant), de Chris Cain (basse et chœurs) et dernièrement, de Andy Burrows (batterie).
Le nom du groupe ne viendrait pas d'une chanson de Cap'n Jazz, mais d'une conversation maladroite avec un employé de U-Haul qui inspectait une camionnette que la bande avait loué. L'employé de U-Haul essaya de discuter avec eux et aurait demandé à l'un des trois membres du groupe s'ils étaient des scientifiques. Ils lui auraient répondu qu'ils étaient des musiciens, et non des scientifiques, mais auraient par la suite regretté d'avoir dit la vérité...
En 2007, ils font leurs tournées avec le groupe Kaiser Chiefs. Dans la même année, ils sont nommés pour le Best International Band aux NME Awards qui a finalement été remporté par My Chemical Romance. Le 1er novembre 2007, il a été annoncé que le batteur Michael Tapper quittait le groupe avant leur tournée britannique. Le poste de batteur resté vacant pendant cinq ans a finalement été pris par Andy Burrows (ex-Razorlight) pour la sortie de l'album Barbara en 2010.

## Biographie

### Création etSafety, Fun, and Learning(2000–2004)
Les membres de We Are Scientists, Keith Murray et Chris Cain, se rencontrent en 1997 au Pomona College, de Claremont, CA. Au début de 2000, après avoir été diplômé et avoir emménagé à Berkeley, CA, ils décident de former un groupe. Leur camarade de chambre du Pomona College, Scott Lamb, est cofondateur et guitariste du groupe. Keith était à la batterie, et voulait chanter et faire de la batterie en même temps comme le faisait Phil Collins au sein de Genesis,. Keith et Chris reviennent dans la banlieue de Los Angeles à la fin 2000 (sans Scott) et recrutent le batteur Michael Tapper, qu'ils ont rencontré à Pomona. En 1999, les membres partent pour Berkeley, en Californie, pendant une courte période pour devenir We Are Scientists à plein temps, un nom qui proviendrait de plusieurs sources dont le morceau We are Scientists! du groupe Cap'n Jazz,. Ils ont expliqué avoir loué une camionnette de chez U-Haul. À leur retour, on leur a demandé, d'après ce qu'ils portaient, s'ils étaient scientifiques (scientists).
Le groupe emménage à Brooklyn, New York, en 2001 et commence à enregistrer un premier album le 10 novembre 2001,. Le groupe termine les enregistrements en janvier 2002, avec 12 morceaux - deux d'entre eux faisant participer Scott Lamb. Le titre de l'album est annoncé le 14 mars 2002 sur le site web du groupe, sous le titre Safety, Fun, and Learning (In That Order) pour avril 2002 à leur propre label, Devious Semantics. Ayant du mal a lancer leur label, ce n'est pas avant juin qu'ils publient leur album. En été, ils se réunissent avec Scott Lamb,. Après quelques mois à jouer en Californie et à New York, le groupe enregistre son premier EP, publie uniquement en concert, Bitching!, le 14 octobre 2002. Plus tard Bitching! est publié en ligne le 16 janvier 2003. En mars 2003, le groupe annonce de futurs enregistrements avec Paolo DeGregorio le 1er avril pour un second EP ; In Action qui est publié au label MotherWest records en octobre 2003, et qui comprend six morceaux.
Après une année à enregistrer In Action, le groupe repart au studio, avec le producteur Chris Fudurich, pour enregistrer The Great Escape, Scene Is Dead et This Means War. L'EP est publié le 26 novembre 2004,.

### With Love and Squaloret succès (2005–2006)
Le 11 janvier 2005, le groupe enregistre son deuxième album à Los Angeles avec Ariel Rechtshaid et Rob Brill. Après avoir sorti l'album, le groupe décide de signer au label Virgin Records pour sa sortie. Le 15 mai 2005, le premier single de l'album, Nobody Move, Nobody Get Hurt, est diffusé à la radio au Royaume-Uni où le groupe joue avec Editors. Nobody Move, Nobody Get Hurt est plus tard publié le 25 juin pendant leur tournée en 2005,.
Le groupe tourne le clip de son second single, The Great Escape, et apparaît pour la première fois sur MTV2 pour annoncer leur prochain album. Le groupe participe aussi aux Reading and Leeds Festivals au Carling Stage, et publie par la suite l'album With Love and Squalor au Royaume-Uni le 17 octobre 2005 célébrant en un album la session de signature,.
En décembre 2005, le groupe fait ses débuts télévisés américains au Late Show with David Letterman où ils jouent Nobody Move, Nobody Get Hurt et annoncent la sortie d'un deuxième album, With Love and Squalor, pour le 10 janvier 2006 ; en janvier, ils seront au NME Shockwaves Tour avec Mystery Jets, Arctic Monkeys et Maxïmo Parkavant d'effectuer leur tournée en tête d'affiche en avril et de publier Its a Hit le 20 février, puis de rééditer Nobody Move, Nobody Gets Hurt le 3 mai,.

### Brain Thrust Mastery(2007–2009)

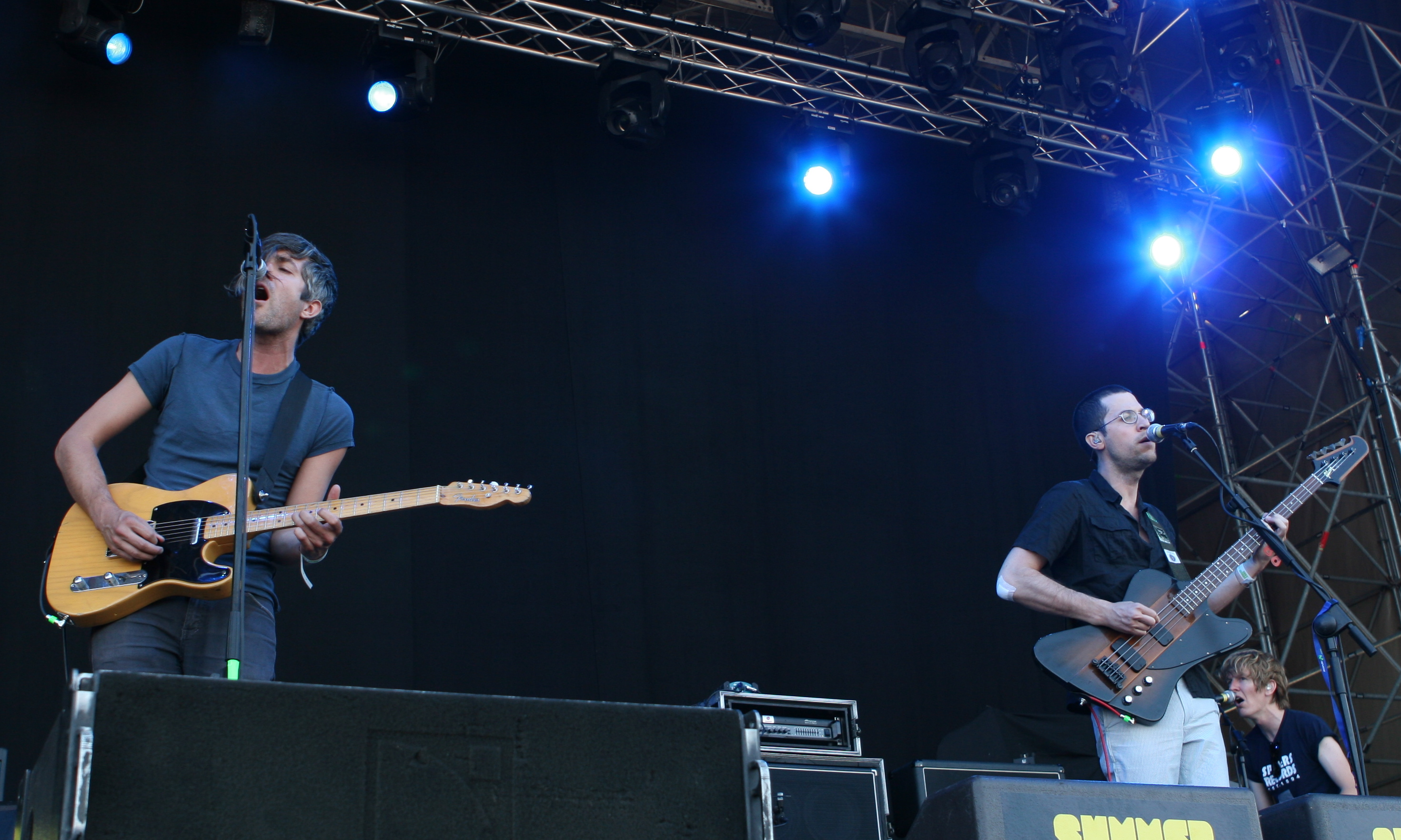
Keith et Chris après le départ de Tapper resteront seuls membres officiels avant l'arrivée d'Andy Burrows en 2009.

En janvier 2007, Murray annonce une suite à With Love and Squalor qui sera enregistré à Brooklyn, New York diffusant des extraits de Impatience et Spoken For plus tard dans le mois. Pendant leur tournée britannique de février, ils jouent Dinosaurs, Chick Lit et Best Behavior,. Les enregistrements du nouvel album débutent le 11 juin  en Californie avec Ariel Rechtshaid et se terminent le 19 juillet. En août, le groupe participe une nouvelle fois aux Reading and Leeds Festivals, au Radio One Stage.
Septembre 2007 voit l'arrivée de Max Hart comme guitariste additionnel et claviériste pour les tournées. Des jours avant la tournée, Michael Tapper quitte le groupe. Gary Powell et Adam Aaronson remplace tour à tour Tapper pour le restant de la tournée.
Virgin fusionne en 2007 et le groupe est désormais signé chez EMI. Murray explique que le groupe devait remplir « beaucoup de paperasse » pour enregistrer leur futur album, EMI étant en désaccord sur le fait qu'ils travaillaient avec le producteur Ariel Rechtshaid ; qui à cette période était encore méconnu. EMI tentera alors d'imposer au groupe des « gros producteurs cheesy, cheesy, qu'on aimait pas du tout. » Finalement, contre la volonté des labels, le groupe collabore avec Rechtshaid et annonce en mars 2009 Brain Thrust Mastery comme titre de l'album. Garrett Ray se charge de la batterie sur l'album. Le premier single, After Hours, est annoncé le 3 mars au Royaume-Uni. Des extraits de l'album sont publiés une semaine avant la sortie britannique sur NME.com. Il est publié le 13 mai aux US.
Chick Lit devient le second single de Brain Thrust Mastery, publié le 9 juin, en parallèle à leurs performance au Great Escape Festival, Oxegen Festival, Glastonbury Festival, T in the Park et aux Reading and Leeds ainsi qu'à une tournée nord-américaine en juillet.

### Business CasualetTV en Français(2011–2014)
Pour le Record Store Day 2015, le groupe sort TV en Français, Sous la Mer chez Dine Alone Records. TV en Français, Under the Sea comprend huit chansons rééditées depuis TV en Français. La version retravaillée, Overreacting, est clippée et publiée le 8 avril 2015.

### Helter Seltzer(depuis 2015)
Dès avril 2015, le groupe enregistre avec Max Hart et en novembre 2015, le groupe annonce sa participation au Handmade Festival de Leicester et aux Live at Leeds (festival) en avril 2016.
Le cinquième album du groupe, Helter Seltzer, est publié le 22 avril 2016. Le groupe participe plus tard au The Late Show with Stephen Colbert le 30 juin 2016, jouant le single Buckle.

## Membres

### Membres actuels
- Keith Murray – chant, guitare, claviers (depuis 2000)
- Chris Cain – basse, chœurs (depuis 2000)

### Anciens membres
- Michael Tapper – batterie, percussions, chœurs (2000–2007)
- Scott Lamb - chant, guitare (1999)
- Andy Burrows – batterie, percussions, claviers, chant (2009–2014)

### Membres de tournée
- Keith Carne – batterie, percussions (depuis 2013)
- Scott Lamb - chant, guitare, claviers (2002)
- Danny Allen - claviers, batterie (2009–2012)
- Max Hart - guitare, chœurs, claviers (2008–2010, 2013)
- Adam Aaronson - batterie (2007–2009)

## Discographie

### Bandes originales
- Ode to Star L23 apparaît en 2007 dans le film I'll Believe You.
- La chanson Nobody Move, Nobody Get Hurt est diffusée dans la deuxième saison de Les Experts : Manhattan dans l'épisode La Flèche de l'amour et a figuré dans l'épisode Charité bien ordonnée de la saison un de How I Met Your Mother.
- La chanson Inaction figure dans un épisode de Newport Beach et également dans Greek, dans l'épisode Bizutage.
- La chanson The Great Escape est présentée dans la pub pour le show MTV Maui Fever, est mis dans le montage pour les nommés dans la catégorie meilleur film au MTV Movie Awards 2007, figure dans le jeu Burnout Revenge et dans des messages publicitaires pour Sky Sports, est jouée dans Laguna Beach : The Hills.
- Lousy Reputation figure dans le jeu SSX on Tour.
- Callbacks figure dans le jeu True Crime: New York City.
- La chanson After Hours figure dans la bande originale de Une Nuit à New York.
- La chanson Rules Don't Stop Me figure dans le jeu FIFA 11 et Dirt 3.
- La chanson Rules Don't Stop Me est la chanson thème officielle de Night of Champions 2012, un event de la WWE